# Tanya Mars
 (janvier 2021).
La mise en forme du texte ne suit pas les recommandations de Wikipédia : il faut le « wikifier ».
Les points d'amélioration suivants sont les cas les plus fréquents. Le détail des points à revoir est peut-être précisé sur la page de discussion.
- Les titres sont pré-formatés par le logiciel. Ils ne sont ni en capitales, ni en gras.
- Le texte ne doit pas être écrit en capitales (les noms de famille non plus), ni en gras, ni en italique, ni en « petit »…
- Le gras n'est utilisé que pour surligner le titre de l'article dans l'introduction, une seule fois.
- L'italique est rarement utilisé : mots en langue étrangère, titres d'œuvres, noms de bateaux, etc.
- Les citations ne sont pas en italique mais en corps de texte normal. Elles sont entourées par des guillemets français : « et ».
- Les listes à puces sont à éviter, des paragraphes rédigés étant largement préférés. Les tableaux sont à réserver à la présentation de données structurées (résultats, etc.).
- Les appels de note de bas de page (petits chiffres en exposant, introduits par l'outil «  Source ») sont à placer entre la fin de phrase et le point final[comme ça].
- Les liens internes (vers d'autres articles de Wikipédia) sont à choisir avec parcimonie. Créez des liens vers des articles approfondissant le sujet. Les termes génériques sans rapport avec le sujet sont à éviter, ainsi que les répétitions de liens vers un même terme.
- Les liens externes sont à placer uniquement dans une section « Liens externes », à la fin de l'article. Ces liens sont à choisir avec parcimonie suivant les règles définies. Si un lien sert de source à l'article, son insertion dans le texte est à faire par les notes de bas de page.
- La présentation des références doit suivre les conventions bibliographiques. Il est recommandé d'utiliser les modèles {{Ouvrage}}, {{Chapitre}}, {{Article}}, {{Lien web}} et/ou {{Bibliographie}}. Le mode d'édition visuel peut mettre en forme automatiquement les références.
- Insérer une infobox (cadre d'informations à droite) n'est pas obligatoire pour parachever la mise en page.

Pour une aide détaillée, merci de consulter Aide:Wikification.
Si vous pensez que ces points ont été résolus, vous pouvez retirer ce bandeau et améliorer la mise en forme d'un autre article.
Pour les articles homonymes, voir Mars.
Tanya Mars (née en 1948) est une artiste qui crée des œuvres de performance et de vidéo. Elle vit à Toronto, en Ontario, au Canada.

## Biographie
Mars est née à Monroe, dans l’État du Michigan, en 1948 et elle vit au Canada depuis 1967. Mars est aussi connue sous le nom de Tanya Rosenberg.
Elle a fait ses études à l'Université du Michigan à Ann Arbor, à l'Université Sir George Williams à Montréal et au Collège Loyola à Montréal (maintenant intégrée à l'Université Concordia).
Mars enseigne actuellement l'art de la performance et la vidéo au Département des arts, de la culture et des médias de l'Université de Toronto à Scarborough. Elle fait partie de la faculté d'études supérieures du programme de maîtrise en études visuelles de l'Université de Toronto.

## Travail
Tanya Mars est un membre actif de la scène artistique canadienne depuis de nombreuses années. Elle crée des œuvres d’art performance et de vidéo depuis 1974. Elle a réalisé des performances à travers le Canada, à Valparaiso au Chili, au Mexique, en Suède, en France et à Helsinki. Son travail s’appuie sur le discours et les images féministes et fait souvent appel à l’humour et à la satire.
Mars était membre fondatrice et ancienne directrice de la Galerie Powerhouse à Montréal, la première galerie d'art au Canada consacrée au travail des femmes. Elle a été rédactrice en chef de la revue Parallelogramme de 1977 à 1989. Mars était très active au sein de l’Association des centres nationaux d’artistes à but non lucratif pendant 15 ans, et elle a pris le rôle de secrétaire de 1976 à 1989 . Elle a été présidente et membre de FADO, un centre d'artistes autogéré consacré à l'art performance, à Toronto, au Canada. Actuellement, elle est membre du collectif 7a*11d, un collectif qui produit un festival international d'art de la performance à Toronto.
Mars a coédité une anthologie intitulée Caught in the Act: An Anthology of Performance Art by Canadian Women en collaboration avec Johanna Householder, publiée en 2004. Un deuxième volume, également coédité par Mars et Householder, intitulé More Caught in the Act : An Anthology of Performance Art by Canadian Women a été publié en 2016.
Le travail de performance de Mars a fait l'objet d'un traitement approfondi dans une anthologie critique publiée en 2008, sous la direction de Paul Couillard.

## Récompenses
- 2008 - Prix du Gouverneur général en arts visuels et en arts médiatiques[7]
- 2005 - Lauréate du prix "Artiste de l'année", Untitled Arts Awards, Toronto[12]
- 1981 - Récipiendaire du prix Chalmers Award for innovative collaboration in the performing arts avec Picnic in the Drift avec Rina Fraticelli [7]

## Résidences
- 2008 - Cité Internationale des arts à Paris, artiste en résidence internationale[13]
- 2008 - Lilith Performance Studio à Malmö, en Suède. Présenté à Dulci Jubilo, organisé par Elin Lundgren et Petter Pettersson[14],[7]
- 1993 - Western Front à Vancouver, Colombie-Britannique. Présentation de Mz Frankenstein avec Judy Radul et Brice Canyon dans le cadre d'une résidence de six semaines, organisée par Kate Craig[7],[15]
- 1984 - Western Front à Vancouver, Colombie-Britannique. Présenté Pure Virtue[16],[7]